# Веслі Робертс (плавець)
Веслі Робертс (англ. Wesley Roberts, 24 червня 1997) — новозеландський плавець.
Учасник Олімпійських Ігор 2016 року.